# Bård Mjølne
Bård Mjølne (18 gennaio 1971) è un ex biatleta norvegese.

## Biografia
In Coppa del Mondo ottenne il primo risultato di rilievo il 1º dicembre 1996 a Lillehammer (47°) e l'unico podio il 19 gennaio 1997 ad Anterselva (3°).
In carriera prese parte a un'edizione dei Campionati mondiali, Osrblie 1997 (58° nell'individuale).

## Palmarès

### Coppa del Mondo
- 1 podio (a squadre[1]):
  - 1 terzo posto